# Клюевка (Саратовская область)
Клюевка — село в Вольском районе Саратовской области России. Входит в состав Междуреченского муниципального образования. Основана в конце XVIII века.

## География
Село находится в северо-восточной части Саратовского Правобережья, в пределах Приволжской возвышенности, на правом берегу реки Терешки, на расстоянии примерно 38 километров (по прямой) к северу от города Вольска. Абсолютная высота — 54 метра над уровнем моря.
Климат
Климат характеризуется как умеренно континентальный с холодной малоснежной зимой и жарким сухим летом. Среднегодовая температура воздуха — 5,1 °C. Абсолютный минимум температуры воздуха самого холодного месяца (января) составляет −43 °C; абсолютный максимум самого тёплого месяца (июля) — 39 °C. Безморозный период длится в течение 147 дней в году. Среднегодовое количество атмосферных осадков — 417 мм, из которых 230 мм выпадает в период с апреля по октябрь. Снежный покров держится в среднем 143 дня в году.
Часовой пояс
Село Клюевка, как и вся Саратовская область, находится в часовой зоне МСК+1. Смещение применяемого времени относительно UTC составляет +4:00.

## Население
| 2010 |
| ---- |
| 16   |

Половой состав
По данным Всероссийской переписи населения 2010 года в половой структуре населения мужчины составляли 56,3 %, женщины — соответственно 43,7 %.
Национальный состав
Согласно результатам переписи 2002 года, в национальной структуре населения русские составляли 85 % из 27 чел.